# Pomnik Lecha Kaczyńskiego w Siedlcach
Pomnik Lecha Kaczyńskiego – pomnik w Siedlcach wykonany z brązu i granitu, upamiętniający zmarłego prezydenta Lecha Kaczyńskiego. Znajduje się na skwerze przy zbiegu ul. Cmentarnej i ul. Wojskowej obok lapidarium. Pomnik ma 6 m wysokości, z czego sama postać prezydenta ma 2,5 m, a postument 3,5 m. Został odsłonięty 28 września 2014 r.

## Historia
Pomysł upamiętnienia Lecha Kaczyńskiego po katastrofie smoleńskiej zrodził się w 2012 r. Inicjatorem budowy i szefem Społecznego Komitetu Budowy Pomnika został siedlecki przedsiębiorca Zbigniew Sobolewski. Fundusze na budowę pomnika pochodziły od osób, które zdecydowały się bezpośrednio wesprzeć projekt wpłatami na konto oraz ze sprzedaży cegiełek, którą społeczny komitet prowadził wtedy od kilkunastu miesięcy.

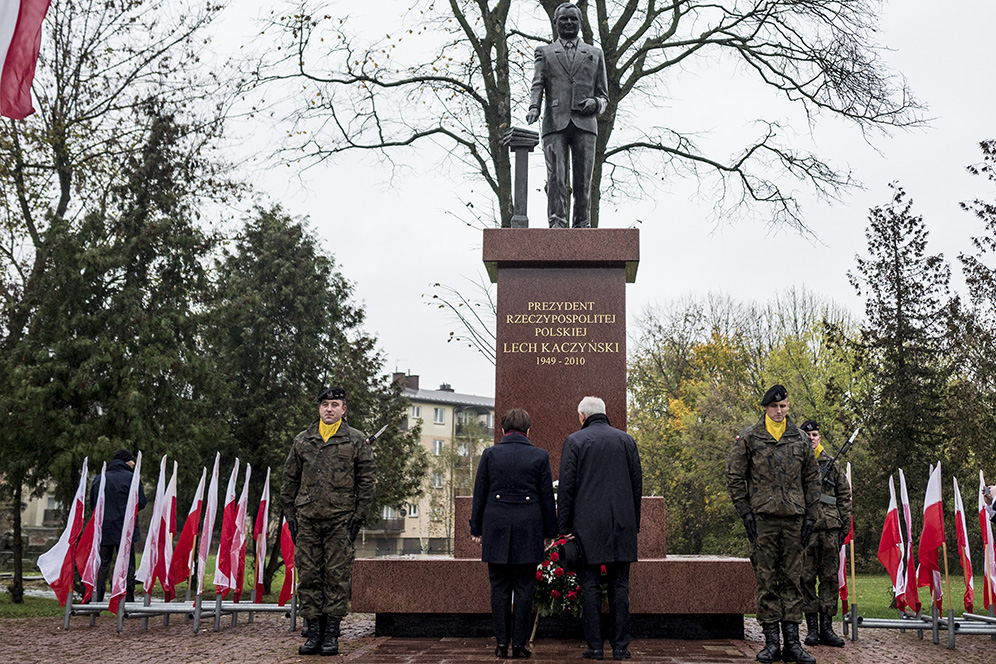
Złożenie wieńców pod pomnikiem przez Beatę Szydło, 2017

2 kwietnia 2013 r. przegłosowano uchwałę w sprawie budowy pomnika. Początkowo projektem miała zająć się Krystyna Fałdyga-Solska, a pomnik miał mieć 3,5 metra wysokości.
Pomnik został odsłonięty w niedzielę 28 września 2014 r. przez prezesa Prawa i Sprawiedliwości Jarosława Kaczyńskiego, prezydenta Siedlec Wojciecha Kudelskiego i przewodniczącego Społecznego Komitetu Budowy Pomnika Zbigniewa Sobolewskiego. Uroczystość rozpoczęła się mszą w kościele katedralnym, której przewodniczył biskup siedlecki Kazimierz Gurda. W uroczystym odsłonięciu pomnika wzięło udział prawie 2 tys. osób.

## Dewastacje
W 2021 r. w dzień uchwalenia Konstytucji 3 maja w godzinach porannych doszło do pierwszego zdewastowania pomnika. Rzeźba została oblana białą farbą po nogach przez nieznanych sprawców.
1 maja 2022 r. doszło do kolejnego aktu wandalizmu na siedlecki pomnik. Mężczyzna, przemieszczający się na rowerze, pomalował sprejem elewację urzędu miasta przy skwerze Niepodległości, siedzibę ZUS, sądu okręgowego oraz pomnik Lecha Kaczyńskiego. Aresztowany został na początku lipca tego samego roku.
Również w 2022 r. w nocy z 29 na 30 czerwca doszło do kolejnej dewastacji pomnika. Ponownie został on oblany białą farbą, tym razem w kilku miejscach włącznie z twarzą.